# Forêts mixtes tempérées des Açores
Localisation
Les forêts mixtes tempérées des Açores forment une écorégion terrestre définie par le Fonds mondial pour la nature (WWF), qui recouvre tout l'archipel des Açores. Elles appartiennent au biome des forêts de feuillus et forêts mixtes tempérées dans l'écozone paléarctique.